# Autichamp
Autichamp ist eine französische Gemeinde mit 152 Einwohnern (Stand: 1. Januar 2022) im Département Drôme in der Region Auvergne-Rhône-Alpes. Sie gehört zum Arrondissement Die, zum Kanton Crest und ist Mitglied des Gemeindeverbandes Communauté de communes du Val de Drôme en Biovallée. Die Bewohner nennen sich Autichampois und Autichampoises.

## Lage
Sie grenzt im Norden an Chabrillan, im Nordosten an Divajeu, im Südosten an La Répara-Auriples und im Südwesten und im Westen an La Roche-sur-Grane. Das Gemeindegebiet wird vom Flüsschen Grenette durchquert.

## Bevölkerungsentwicklung
| Jahr                       | 1962 | 1968 | 1975 | 1982 | 1990 | 1999 | 2008 | 2016 |
| -------------------------- | ---- | ---- | ---- | ---- | ---- | ---- | ---- | ---- |
| Einwohner                  | 122  | 114  | 105  | 115  | 117  | 120  | 149  | 119  |
| Quellen: Cassini und INSEE |      |      |      |      |      |      |      |      |

## Sehenswürdigkeiten
- Schloss mit Ursprüngen aus dem Mittelalter
- Schlossruine Renaissance
- Mittelalterliches Stadttor, genannt „Porte de France“
- Ehemaliger Glockenturm aus dem 13. oder 14. Jahrhundert der Kirche Saint-Sébastien
- Kirche Saint-Jean-Baptiste
- Brücke über die Grenette, erbaut in der Zeit der Renaissance

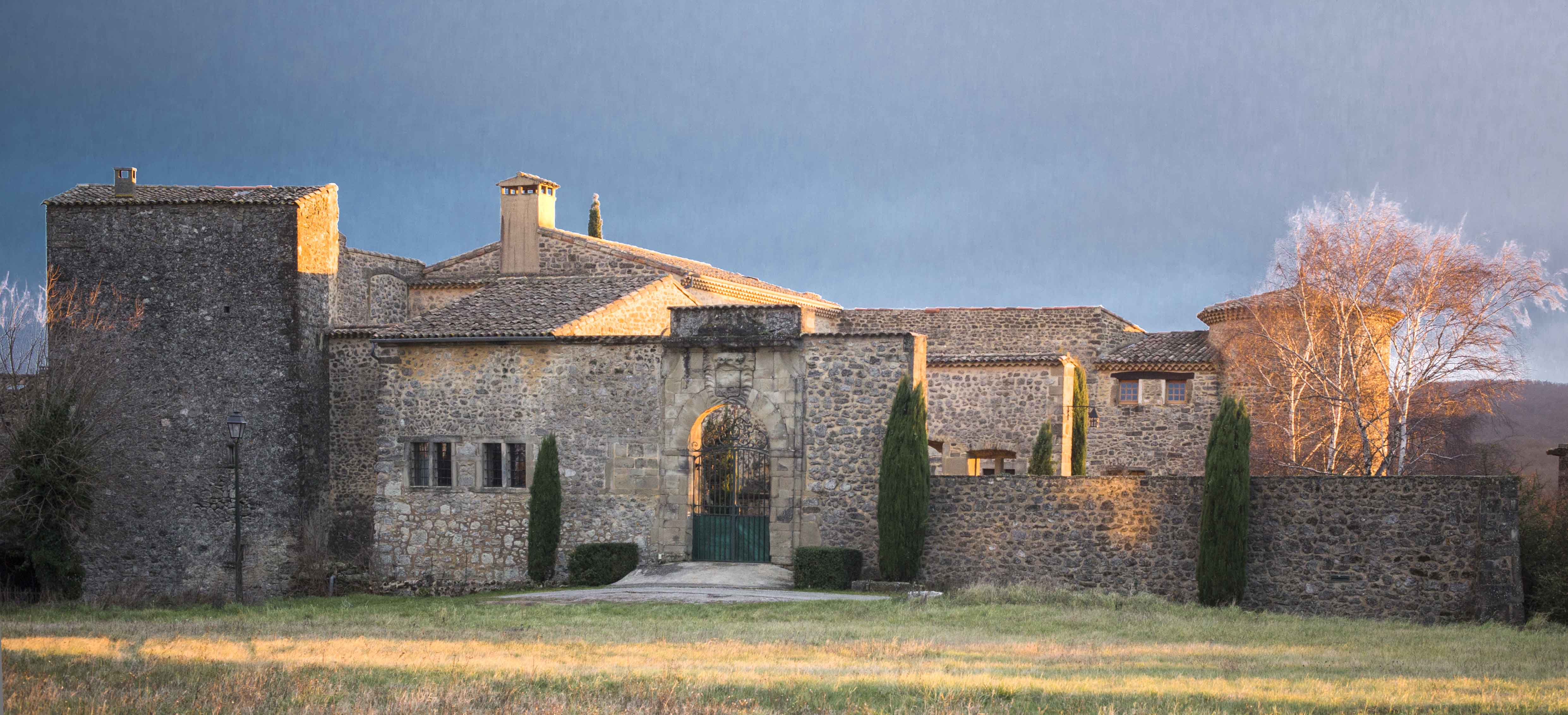
Schloss Autichamp
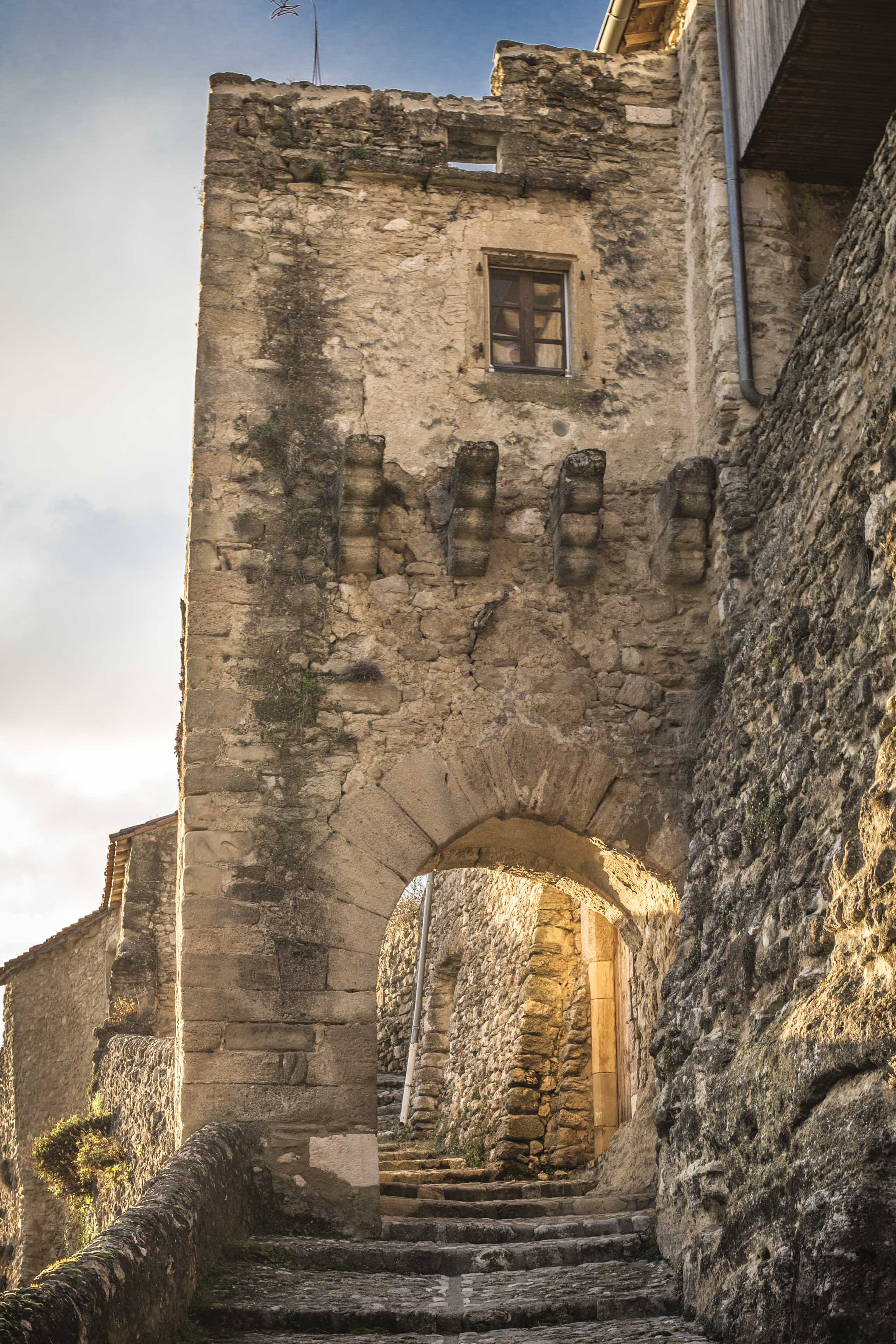
Mittelalterliches Stadttor
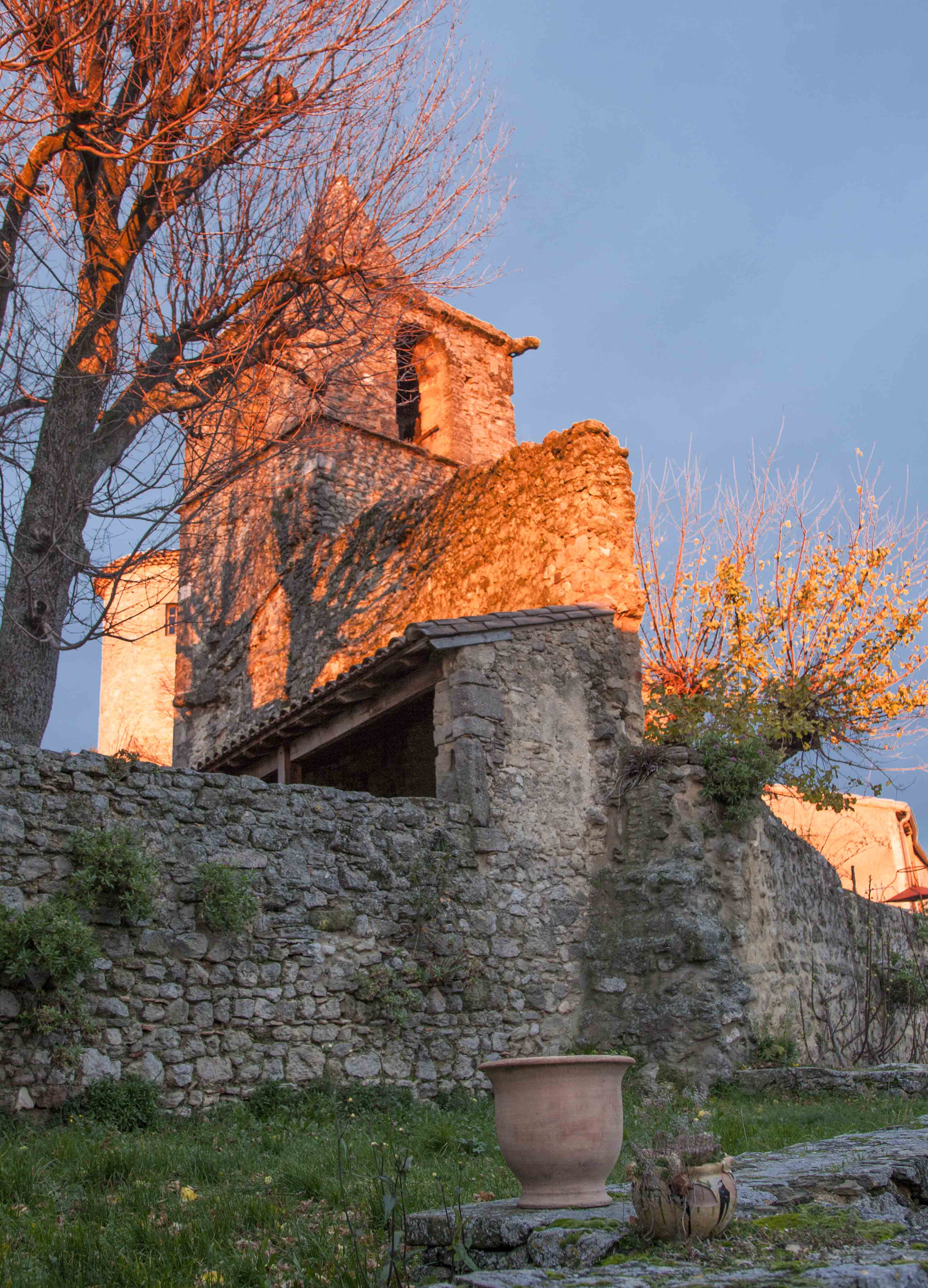
Ehemaliger Glockenturm
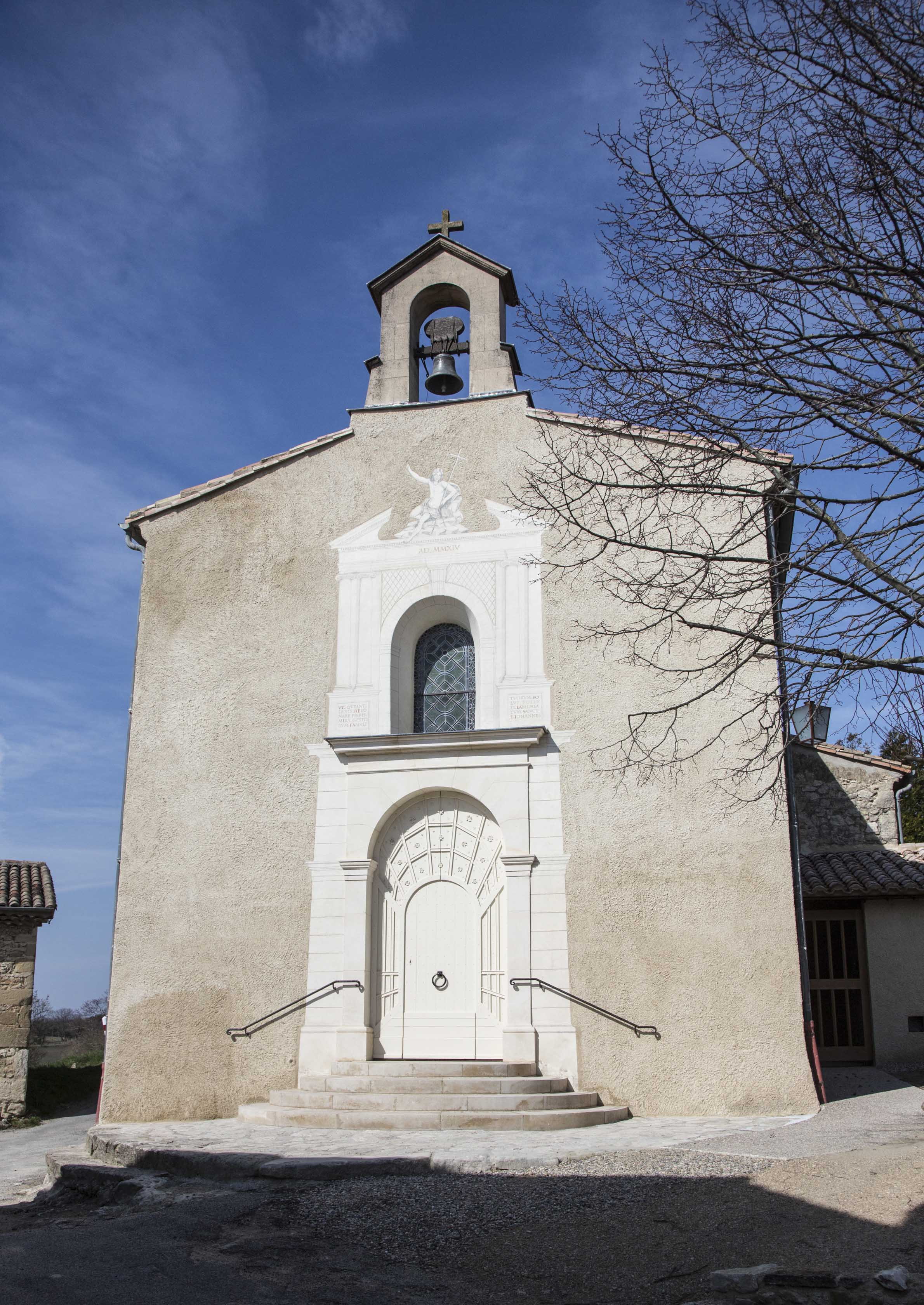
Kirche Saint-Jean-Baptiste
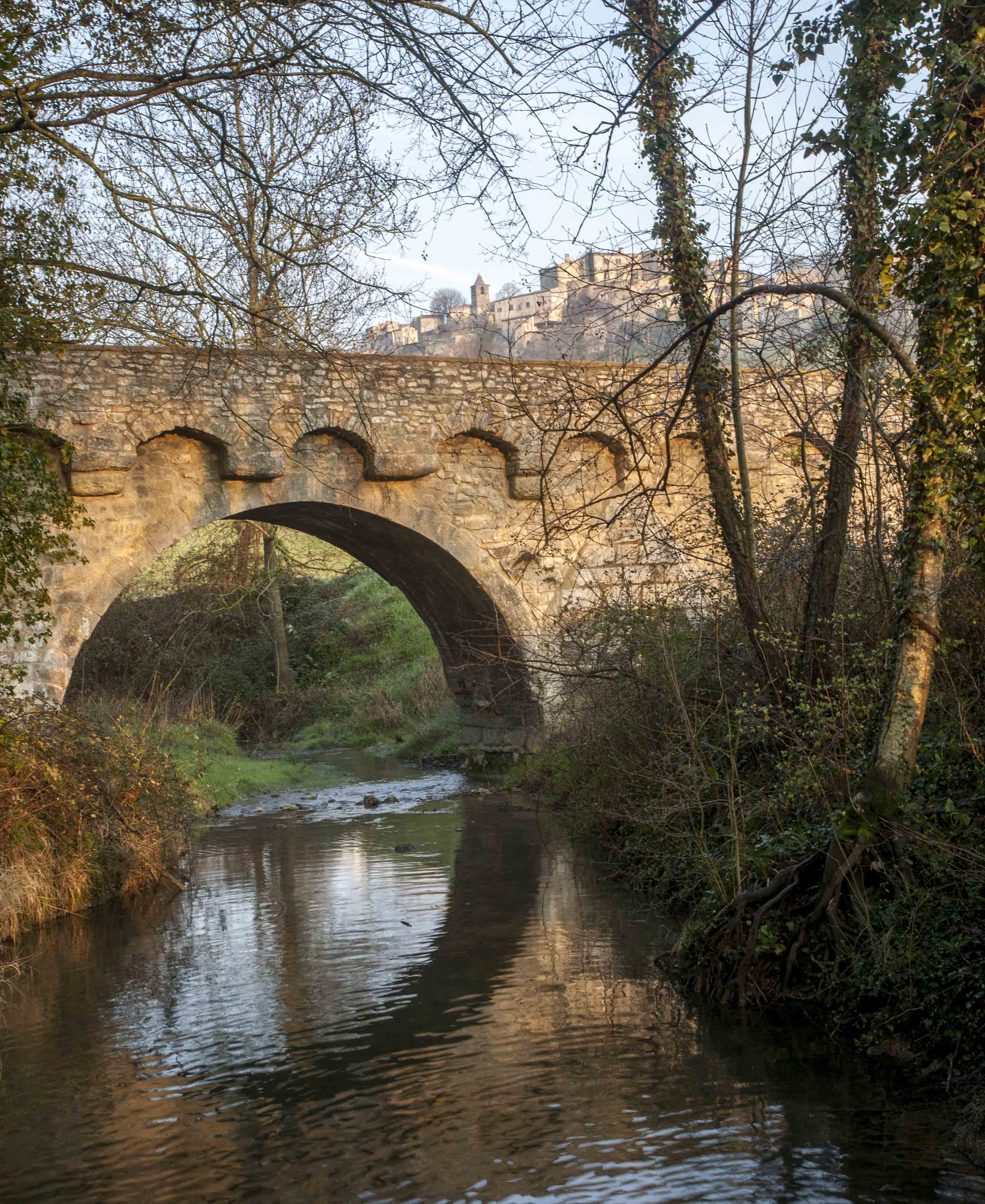
Brücke über die Grenette
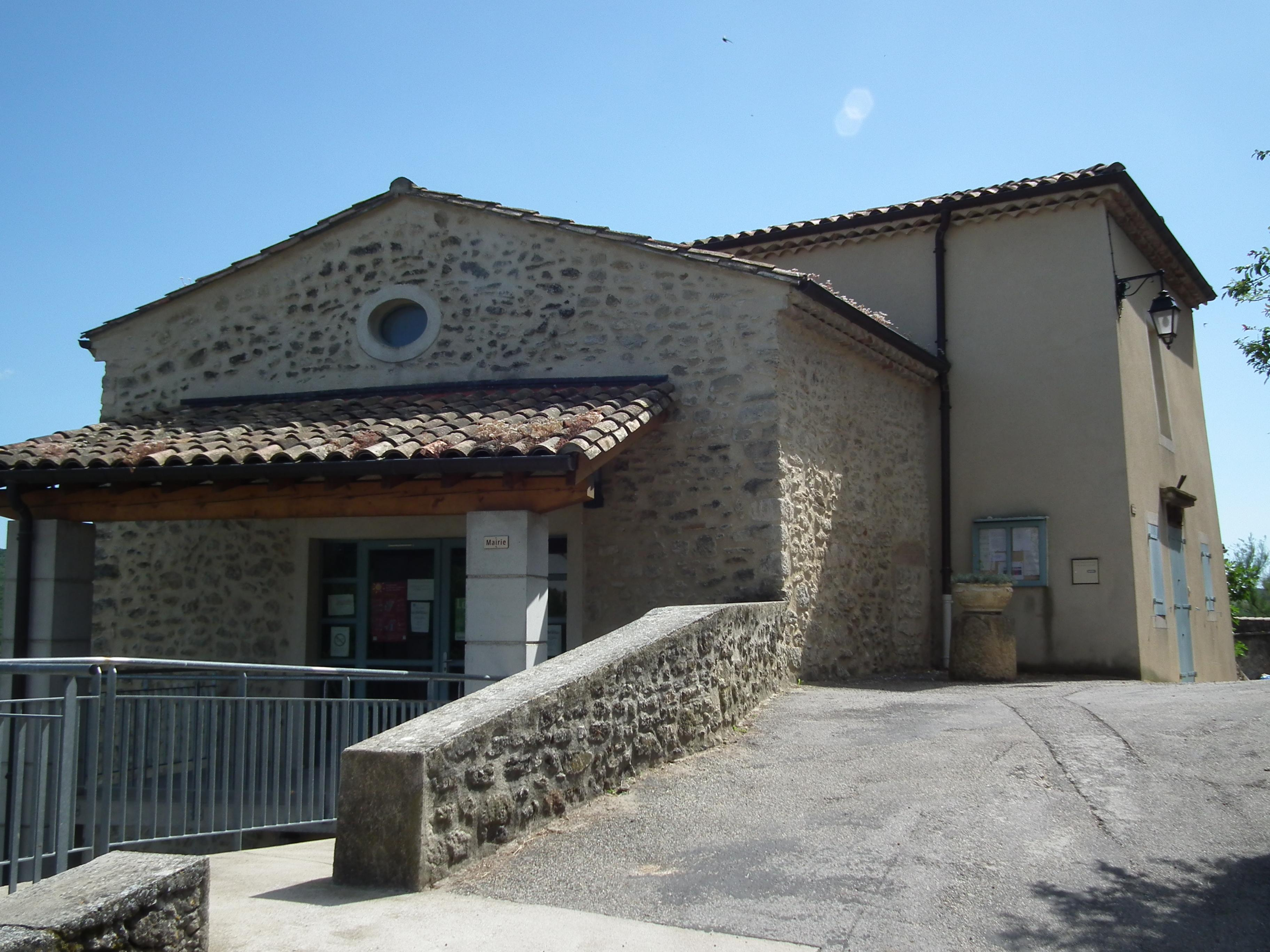
Mairie Autichamp